# Свиноїдово (присілок)
Свиної́дово (рос. Свиноедово) — присілок у складі Митищинського міського округу Московської області, Росія.

## Населення
Населення — 134 особи (2010; 85 у 2002).
Національний склад (станом на 2002 рік):
- росіяни — 95 %